# Halberstadt D.II
Halberstadt D.II – niemiecki samolot myśliwski z okresu I wojny światowej.

## Historia
Halberstadt D.II stanowił produkcyjny wariant pierwszego myśliwca firmy Halberstädter Flugzeug-Werke GmbH – Halberstadt D.I, oblatanego w 1915 roku. Jedyną modyfikacją była zmiana silnika na mocniejszy – Mercedes D.II o mocy 88 kW (120 KM). Ten mały i zwrotny, choć ustępujący wrogim maszynom prędkością poziomą i wznoszenia niemiecki dwupłat pojawił się na froncie zachodnim w czerwcu 1916 roku, a już pod koniec tego roku zaczęto go wycofywać (został zastąpiony przez Albatrosy D.III) na mniej ważne teatry działań wojennych – rosyjski czy bałkański.
Ogółem wyprodukowano 120 samolotów D.II i 55 niemal identycznych wersji D.III i D.IV.

## Opis konstrukcji

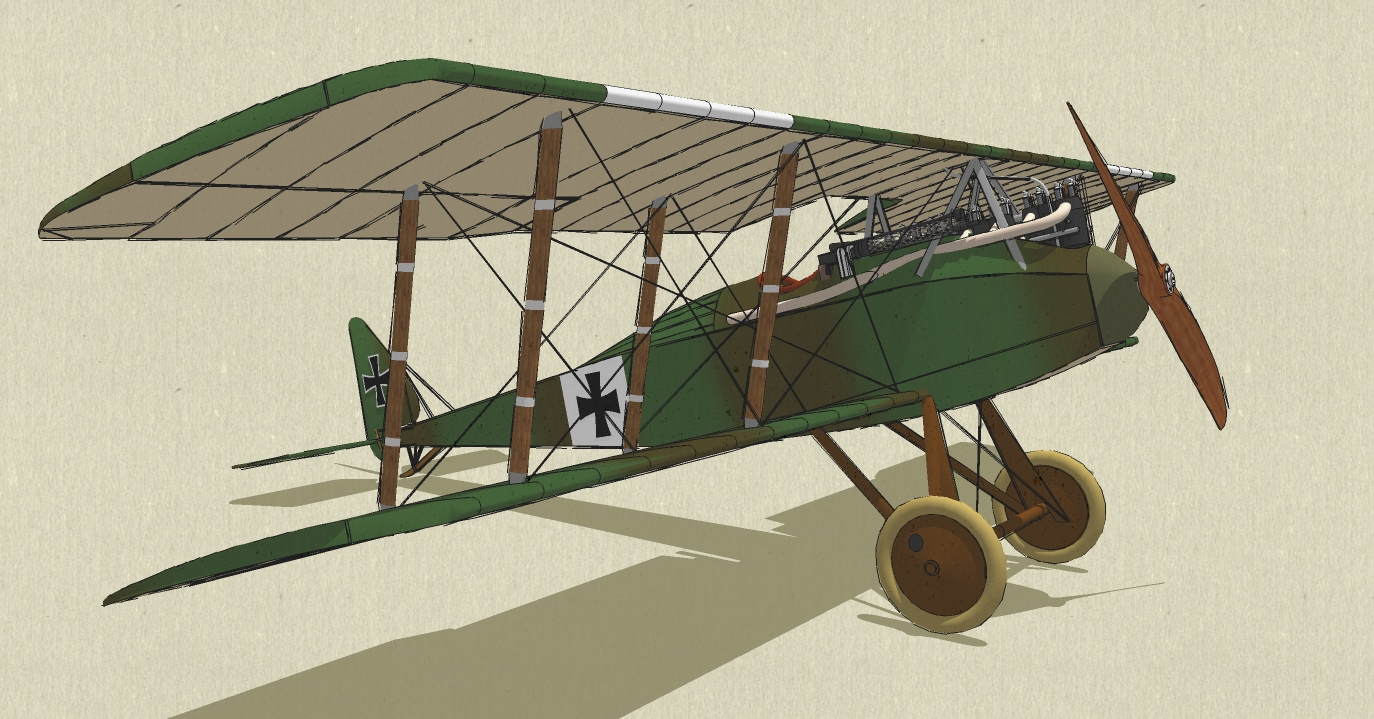
Halberstadt D.II

Był to jednomiejscowy dwupłat konstrukcji drewnianej. Kadłub kratownicowy, drewniany, pokryty w przedniej części blachami i sklejką, a w tylnej płótnem. Skrzydła o skomplikowanym skręceniu geometrycznym, prostokątne z nieznacznymi zaokrągleniami na końcach, dwudźwigarowe, konstrukcji drewnianej, kryte płótnem. Lotki o kształcie trapezowym. W środkowej części górnego płata znajdowała się chłodnica i opadowy zbiornik paliwa. Usterzenie bez stateczników o płaskim profilu. Śmigło dwułopatowe, drewniane. Uzbrojenie: 1 zsynchronizowany karabin maszynowy Spandau lMG 08 kalibru 7,92 mm umieszczony na prawym boku kadłuba przed kabiną pilota.